# Bartje

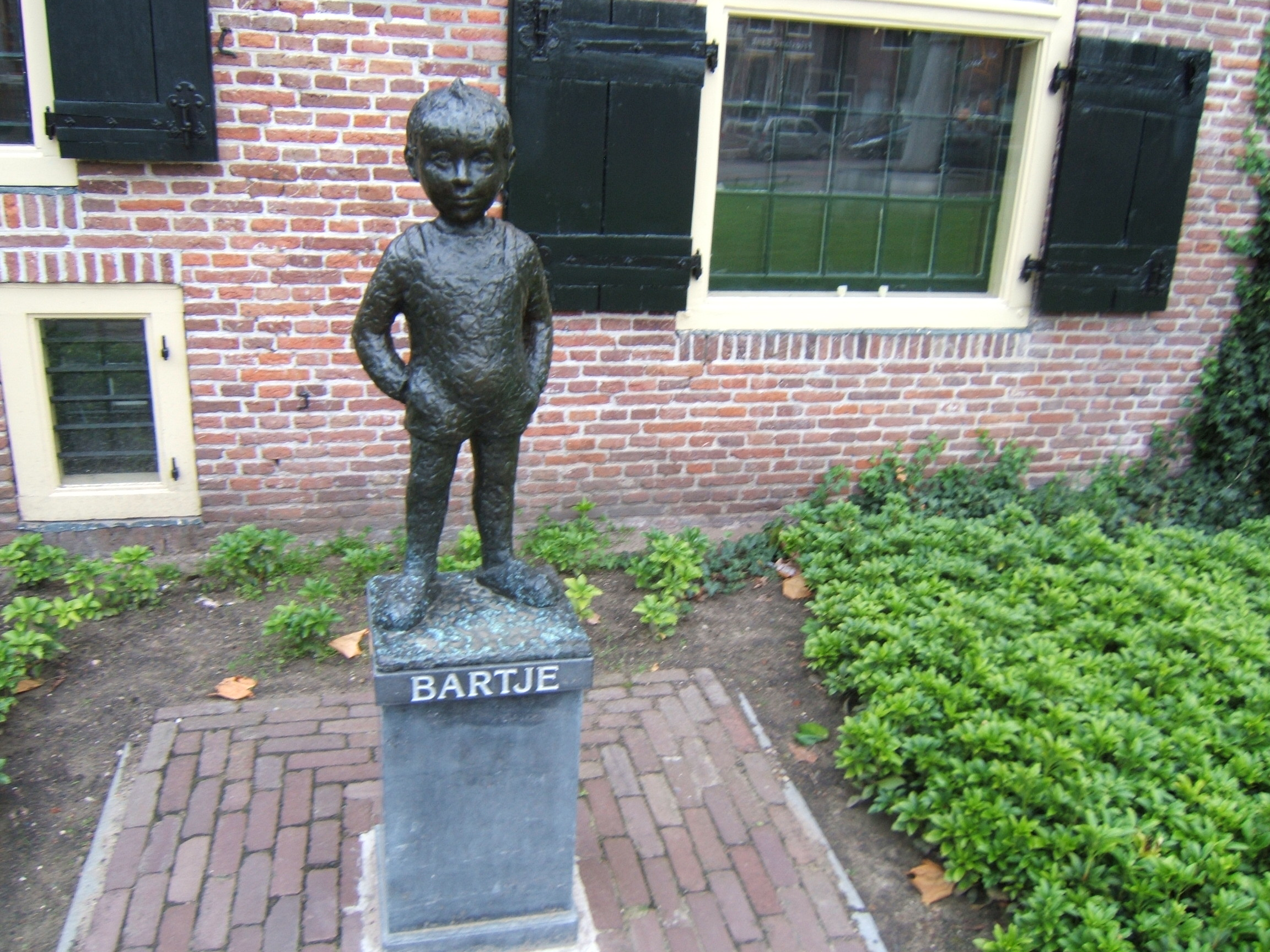
Estátua de bronze de Bartje

Bartje Bartels é o personagem principal de uma série holandesa de livros infantis escrita por Anne de Vries no início do século XX.
O jovem Bartje é o filho de uma família pobre de fazendeiros da província holandesa de Drente. Seus pais querem que ele se torne um fazendeiro como eles, mas Bartje deseja se tornar um aprendiz. Após sua mãe morrer e seu pai perder o emprego devido a uma brincadeira de Bartje, a situação para a família fica ainda pior e Bartje tem que cuidar dos seus irmãos e irmãs. Um tema explorado nos livros é o bom humor e travessuras de Bartje em meio à pobreza e às dificuldades de sua família.
Existe uma estátua de Bartje na cidade de Assen, a qual já foi vandalizada diversas vezes.

## Citação famosa
A mais famosa frase dos livros de Bartje aparece na história em que a família está na mesa prestes a se alimentar de feijões marrons. Bartje, que odeia feijões marrons, empurra seu prato vazio no momento em que sua mãe está para colocar os feijões. Ele se recusa a fazer a oração antes da refeição e diz: Ik bid nie veur bruune boon'n  (em holandês moderno: Ik bid niet voor bruine bonen; tradução: Eu não rezo para feijões marrons). Seus pais ficam espantados e ele se mete em uma séria encrenca.

## Televisão
Bartje tornou-se um símbolo querido na província de Drente. Suas histórias foram adaptadas a uma série televisiva que foi ao ar em 1972 e uma segunda vez em 2004. A série tinha legendas em holandês pois os atores falavam no dialeto de Drente.